# Getto w Aleksandrowie Łódzkim
Getto w Aleksandrowie Łódzkim (niem. Ghetto Wirkheim) – getto utworzone przez Niemców w Aleksandrowie Łódzkim, istniejące w latach 1939–1942.
Getto zostało utworzone pod koniec 1939 roku. Część mieszkańców getta w 1940 roku wywieziono do gett w Skierniewicach, Głownie, Łowiczu i Łyszakowicach. Ostatecznie zostało zlikwidowane w czerwcu 1942 roku, a pozostałych jeszcze jego więźniów wywieziono do getta w Łodzi (Litzmannstadt Getto).